# STS-61
是历史上第五十八次航天飞机任务，也是奋进号航天飞机的第五次太空飞行。

## 任务成员
- 理查德·科维（Richard O. Covey，曾执行、以及任务），指令长
- 肯内斯·鲍威索克斯（Kenneth D. Bowersox，曾执行、以及任务），飞行员
- 斯多里·马斯格雷夫（Story Musgrave，曾执行、以及任务），有效载荷指令长
- 凯瑟琳·索恩顿（Kathryn C. Thornton，曾执行、以及任务），任务专家
- 克劳德·尼克列（Claude Nicollier，瑞士宇航员，曾执行、以及任务），任务专家
- 杰弗利·霍夫曼（Jeffrey A. Hoffman，曾执行、以及任务），任务专家
- 托马斯·埃克斯（Thomas D. Akers，曾执行、以及任务），任务专家